# Autoroute A126 (France)
L'autoroute A126 est une courte autoroute de 7 km reliant Chilly-Mazarin à Palaiseau dans le département de l'Essonne. L'autoroute est ouverte en 1976, cependant elle possède une section commune avec l'A10 d'environ 2 km, déjà mise en service six ans plus tôt en 1970, faisant seulement partie de l'A10 avant la création de l'A126.

## Itinéraire
Section non-concédée à DIRIF et gratuite.
- Échangeur entre A6 et A126 à 0 km : Lyon, Évry-Courcouronnes, Chilly-Mazarin, Morangis - centre +  4 Wissous (sortie de l'A6) : Wissous, Morangis - Z. I (uniquement depuis et vers Lyon)
  -   2 x 1 voie et limitation à 90 km/h
- Échangeur entre A10 et A126 à 2 km (uniquement depuis et vers Palaiseau) : Paris (A6), Lille (A1), Antony, Rungis, Orly +  5 Les Champarts (RN 20) (sortie de l'A10) : Étampes, Orléans, Longjumeau (seulement depuis Palaiseau)
  -  2 × 3 voies
- 6 Palaiseau (RD 188) (sortie de l'A10) à 3 km : Palaiseau, Antony, Massy, Villebon-sur-Yvette
- Échangeur entre A10 et A126 ( 7 Igny (sortie de l'A10)) à 4 km (uniquement depuis et vers A6) : Bordeaux, Orléans, Chartres Nantes (A11), Orsay
  -  2 × 2 voies sur 1 km
  -  limitation à 70 km/h
  -  Rétrécissement de la voie par la gauche
  -  2 x 1 voie
- Igny (RD 444) : Versailles, Igny à 5 km (uniquement depuis et vers A6)
  -   2 x 1 voie sur 250 m et limitation à 90 km/h
  -  sur 1 km
  -  limitation à 70 km/h
  -   limitation à 50 km/h
  -  Fin de l'A126 et continue vers la D36 à 7 km en direction de : Saint-Quentin-en-Yvelines, Saclay, Polytechnique, Palaiseau - Pileu